# 24101 Кассіні
24101 Кассіні (24101 Cassini) — астероїд головного поясу, відкритий 9 листопада 1999 року.
Тіссеранів параметр щодо Юпітера — 3,274.